# Linia kolejowa nr 867
Linia kolejowa nr 867 – jednotorowa, zelektryfikowana linia kolejowa znaczenia miejscowego, łącząca rejon MsC z rejonem MsE stacji Małaszewicze.